# (4033) Yatsugatake
(4033) Yatsugatake – planetoida z grupy pasa głównego asteroid okrążająca Słońce w ciągu 3 lat i 130 dni w średniej odległości 2,24 j.a. Została odkryta 16 marca 1986 roku. Przed nadaniem nazwy planetoida nosiła oznaczenie tymczasowe (4033) 1986 FA.